# Segno di Brudzinski
Il segno di Brudzinski è uno dei cosiddetti "segni meningei". È la reazione ad alcune manovre mediche che indica uno stato di infiammazione delle meningi; ne esistono due diversi tipi.
Il nome di questo segno clinico viene da Jozef Brudzinski, un pediatra polacco del primo novecento, che studiò i segni neurologici associati alla meningite.

## Segno di Brudzinski di Tipo I
Detto anche "Segno della nuca". Il paziente deve stendere supino, con le dita incrociate dietro la nuca e le gambe allineate, deve rilassare i muscoli; si flette con una mano la nuca del paziente mentre con l'altra, poggiata sul petto, si impedisce l'alzarsi del torso (col movimento risultante è come se il paziente dovesse guardarsi i genitali).
Questo movimento causa lo stiramento delle meningi. Se il paziente reagirà cercando di flettere le ginocchia e/o le anche, il segno si dirà positivo; se ciò non avviene, sarà negativo.

## Segno di Brudzinski di Tipo II
Detto anche "Riflesso controlaterale". Dopo aver fatto stendere il paziente supino si effettua una flessione passiva di uno degli arti inferiori. Se tale flessione provoca un riflesso analogo nell'altro arto allora il segno è da considerarsi positivo.

## Utilizzo
Il segno di Brudzinski è, insieme al segno di Kernig, al segno di Binda, alla rachicentesi e all'emocromo, uno dei principali metodi di diagnosi della meningite, ma è anche usato per diagnosticare altri tipi di danni alle meningi, come la presenza di neoplasie o emorragie subaracnoidee.